# Рыбаков, Григорий Михайлович
Григорий Михайлович Рыбаков — советский военный, государственный и политический деятель, генерал-майор береговой службы (22.02.1944).

## Биография
Родился 1 декабря 1903 года в городе Лубны Лубенского уезда Полтавской губернии (ныне административный центр Лубенского района Полтавской области). Украинец.
В РККФ с 31 октября 1925 года. Член ВКП(б) с 1925 года.
С января 1938 по октябрь 1941 года - начальник 2-го отдела (агитации и пропаганды) политуправления РКВМФ.
С 13 октября 1941 по июнь 1945 года - заместитель начальника Политуправления Краснознамённого Балтийского флота.
С июня 1945 по март 1946 года - начальник политотдела Военно-морской медицинской академии. С марта по июнь 1946 года находился в распоряжении Политуправления ВМФ.
С июня 1946 по февраль 1947 года - начальник политуправления Северо-Балтийского флота. С февраля 1947 по декабрь 1949 года - начальник политуправления 8-го ВМФ. С декабря 1949 по июль 1950 года - заместитель по политчасти начальника 5-го Управления ВМС. С июля 1950 по октябрь 1956 года - член Военного совета Беломорской флотилии.
В отставке с октября 1956 года.
Делегат XIX съезда КПСС.
Умер 3 июня 1996 года в Санкт-Петербурге. Похоронен на Серафимовском кладбище Санкт-Петербурга.
Воинские звания
Бригадный комиссар (03.04.1939);
Капитан 1-го ранга;
Генерал-майор береговой службы (22.02.1944);
Генерал-майор (05.05.1952).